# Gottfrid Svartholm
Per Gottfrid Svartholm Warg (nacido el 17 de octubre de 1984), alias anakata, es un especialista en informática y hacker sueco conocido por ser el coproprietario de la compañía proveedora de alojamiento web PRQ y el cofundador del sitio de enlaces BitTorrent The Pirate Bay junto con Fredrik Neij. También ha creado el software de rastreo Hypercube (open source sin licencia específica) que se ha utilizado en el sitio web de The Pirate Bay y en su rastreador.
Algunas partes de la entrevista a Svartholm donde comenta sobre la redada de la policía sobre The Pirate Bay en 2006 aparecen en Good Copy Bad Copy y en Steal This Film.
Respecto a la política, Svartholm se ha descrito a sí mismo como un libertario. También es miembro del Partido Liberal Clásico sueco.

## Temas legales
El 31 de enero de 2008 los administradores de The Pirate Bay Peter Sunde, Fredrik Neij, Gottfrid Svartholm y Carl Lundström (Presidente ejecutivo del anterior ISP de The Pirate Bay) fueron acusados de "ayudar [a otros] a violar los derechos de autor". El juicio comenzó el 16 de febrero de 2009. El 17 de abril de 2009, Sunde y los otros acusados fueron declarados culpables de "ayudar en hacer disponible contenido con derechos de autor" en el juzgado regional de Estocolmo (tingsrätten). Cada acusado fue condenado a un año de prisión y a pagar por los daños causados 30 millones de coronas suecas (unos 2 740 900 €) a repartir entre los cuatro acusados. Los abogados defensores apelaron al Tribunal de Apelaciones y solicitaron un nuevo juicio tras sospechar de la parcialidad del juez Tomas Norström. Según la ley sueca, la sentencia no es firme hasta que se hayan resuelto todas las apelaciones.
Desde el 20 de abril de 2009, Svartholm es objeto de una investigación de la fiscalía sueca sobre su papel en The Student Bay, un sitio de intercambio de ficheros especializado en textos académicos. Svartholm afirma no tener conocimiento de ese sitio, el cual fue denunciado por la Asociación Sueca de Escritores Educativos en diciembre de 2008 por violar las leyes del copyright.
En octubre de 2009, el Tribunal del Distrito de Estocolmo prohibió a Svartholm las actividades de The Pirate Bay, a pesar de ya no reside en Suecia, y que The Pirate Bay tampoco opera desde ese país.
El 30 de agosto de 2012 por petición de las autoridades suecas, Svartholm es arrestado en Camboya por la policía local. Svartholm estaba viviendo en Phnom Penh desde hacía unos años.

### Arresto en Camboya
El 30 de agosto de 2012, a petición de las autoridades suecas, Svartholm fue detenido por la policía camboyana en la capital Phnom Penh, donde había estado viviendo durante varios años. Camboya no tiene tratado de extradición con Suecia, pero la policía camboyana a través de su portavoz Kirth Chantharith dijo a la agencia de noticias AFP "vamos a revisar nuestras leyes y ver cómo podemos tratar este caso". Posteriormente, la policía camboyana informó que el gobierno sueco había pedido que Gottfrid fuera deportado en el marco de "un delito relacionado con la tecnología de la información".
Gottfrid fue deportado de vuelta a Suecia, donde cumpliría prisión preventiva en la cárcel de Mariefred y se enfrentaría a cargos de hacking en febrero de 2013 por presuntamente irrumpir en la oficina de impuestos de Suecia entre 2010 y abril de 2012.
A su llegada a Suecia fue inmediatamente arrestado por sospechas de piratería informática sobre Logica, una compañía sueca de TI que trabaja con las autoridades fiscales locales. Fue mantenido en confinamiento solitario durante 23 horas al día el 7 de diciembre de 2012. La fiscalía prorroga su custodia y más tarde lo implica en un segundo caso de hacking junto con las acusaciones de cuatro casos de fraude grave y cuatro intentos de fraude. Una vez más, no se presentaron cargos oficiales.
El jueves 30 de octubre de 2014, tras 11 meses en prisión, el juez dictó la sentencia en la que se declaraba a Svartholm culpable.

## Sentencia
Después de 19 meses de prisión preventiva, la Audiencia Nacional de Dinamarca dictaminó una sentencia de 3 años y medio, luego será expulsado del país.